# Steven Gerrard
Pour les articles homonymes, voir Gerrard.
Steven George Gerrard, né le 30 mai 1980 à Whiston, dans la banlieue de Liverpool, en Angleterre, est un footballeur international anglais devenu entraîneur. Considéré comme l'un des meilleurs milieux de terrain de sa génération, il a évolué la quasi-totalité de sa carrière dans son club formateur de Liverpool avant de conclure son parcours au Galaxy de Los Angeles.
Steven Gerrard débute à Liverpool en 1998, s'installe en équipe première et succède à Sami Hyypiä comme capitaine de l'équipe en 2003. Positionné d'abord comme ailier, il devient progressivement un milieu de terrain « box to box » grâce à sa vision du jeu, ses passes et ses frappes puissantes. Avec les Reds, il remporte neuf trophées dont la Ligue des champions en 2005 (où il est élu homme du match en finale après avoir été mené de trois buts face au Milan AC), la Coupe UEFA, deux FA Cups et trois League Cups complétés par plusieurs récompenses individuelles. Malgré ses différents succès, il n'a jamais remporté la Premier League. Sa glissade contre Chelsea lors de la campagne 2013-2014 à trois journées de la fin du championnat, le prive sans doute du titre suprême avant son départ à l’issue de la saison suivante. Il achève sa carrière dans le club américain des Los Angeles Galaxy en 2016.
Avec l'Angleterre, Steven Gerrard fait ses débuts internationaux en 2000 et représente les Three Lions aux championnats d'Europe 2000 et 2004 et 2012. Il participe également à la Coupe du monde 2006, 2010 et 2014 à l'issue de laquelle il met un terme à sa carrière internationale. Membre d'une génération dorée, il est capitaine à plusieurs reprises mais ne remporte aucun titre avec son pays. Il est le 4e joueur le plus capé de la sélection anglaise avec 114 sélections et 21 buts.
Reconverti entraîneur, Steven Gerrard débute sur le banc chez les Glasgow Rangers où il est sacré champion d'Écosse en 2021. Il effectue ensuite un bref passage à Aston Villa puis dans le club saoudien d'Al-Ettifaq.

## Biographie

### Jeunesse
Né à Whiston dans le Merseyside, Gerrard commence à jouer pour l'équipe junior de sa ville natale, où il est remarqué par les émissaires de Liverpool. À l'âge de neuf ans, Gerrard rejoint le centre de formation des Reds. À quatorze ans, Gerrard fait des essais avec différents clubs, dont Manchester United, Gerrard affirmant dans son autobiographie de 2006 qu'il l'a réalisé « pour faire pression sur les dirigeants de Liverpool afin qu'ils m'offrent un contrat YTS (en) ». Il signe son premier contrat professionnel avec Liverpool le 5 novembre 1997.

### Carrière à Liverpool (1998-2015)

#### Les débuts (1998-2003)
Gerrard fait ses débuts en équipe première (avec le numéro 28, il portait le numéro 17 de 2000 à 2004 puis il reprendra le numéro 8 en 2004 après le départ de Emile Heskey) le 29 novembre 1998 sous les ordres de Gérard Houllier dans un match contre Blackburn Rovers en entrant en jeu pour les dernières minutes en remplacement de Vegard Heggem. Il fait treize apparitions pour sa première saison, en suppléant au poste de milieu de terrain le capitaine blessé Jamie Redknapp et jouant parfois sur l'aile droite, mais c'est à peine s'il contribue au football de son équipe durant le court temps de jeu qu'il obtient, en raison d'une nervosité affectant son jeu. En novembre 2008, Gerrard rappelle dans une interview avec The Guardian, « j'étais hors de position et je me sentais dépassé ». La hiérarchie du club reste néanmoins convaincue qu'il va s'améliorer. Gerrard, qui se voit alors comme un joueur défensif avant tout, cherche à faire le tacle décisif plutôt que pousser l'équipe vers l'avant.

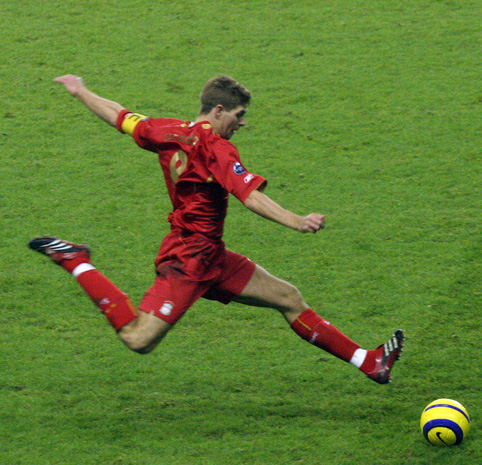
Steven Gerrard en 2005.

Gerrard est le partenaire de Redknapp au milieu de terrain pour la saison 1999-2000. Après avoir commencé le derby contre Everton sur le banc, il remplace Robbie Fowler en seconde mi-temps, mais écope du premier carton rouge de sa carrière pour un tacle à retardement sur Kevin Campbell. Plus tard dans la saison, Gerrard marque son premier but en professionnel lors d'une victoire 4-1 sur Sheffield Wednesday. Toutefois, il commence à souffrir de douleurs lancinantes de dos, que le consultant sportif Hans-Wilhelm Müller-Wohlfahrt explique plus tard par une croissance accélérée, couplée avec un nombre de matchs excessif, au cours de son adolescence. Gerrard est durant sa carrière assailli par des blessures à l'aine qui exigent quatre opérations distinctes.
Lors de la saison 2000–2001, il est titularisé à plus de cinquante reprises dans toutes les compétitions et marque dix buts, aidant Liverpool à remporter la League Cup, la FA Cup et la Coupe UEFA.

#### Le capitanat et les incertitudes (2003-2004)
En octobre 2003, Gerrard succède à Sami Hyypiä comme capitaine de Liverpool, son entraîneur Gérard Houllier reconnaissant que Gerrard a démontré des qualités de meneur dès le début, mais devait mûrir. Gerrard choisit de prolonger son contrat au club, signant un nouveau bail de quatre années.
Gerrard inscrit son premier but de la saison le 30 novembre 2003, lors d'une rencontre de Premier League face à Birmingham City. Il contribue ce jour-là à la victoire de son équipe (3-1 score final). Cette saison-là, Liverpool participe à la Coupe UEFA 2003-2004. Les Reds atteignent les huitièmes de finales, battus par l'Olympique de Marseille, malgré deux passes décisives de Gerrard sur chacun des buts de son équipe. Liverpool est tenu en échec à l'aller à Anfield le 11 mars 2004 (1-1) puis battu au retour le 25 mars 2004 (2-1) avec notamment un Didier Drogba buteur à chaque fois.
Houllier quitte le club après une campagne 2003–2004 sans trophée, et Gerrard est approché par Chelsea durant le mercato d'été. Gerrard admet qu'il n'est pas « satisfait des progrès réalisés par Liverpool », et que « pour la première fois dans ma carrière, j'ai pensé à la possibilité de partir ». Finalement, Gerrard refuse une offre de 20 millions £ de Chelsea et reste avec Liverpool et son nouvel entraîneur Rafael Benítez.

#### Percée et trophées (2004-2007)

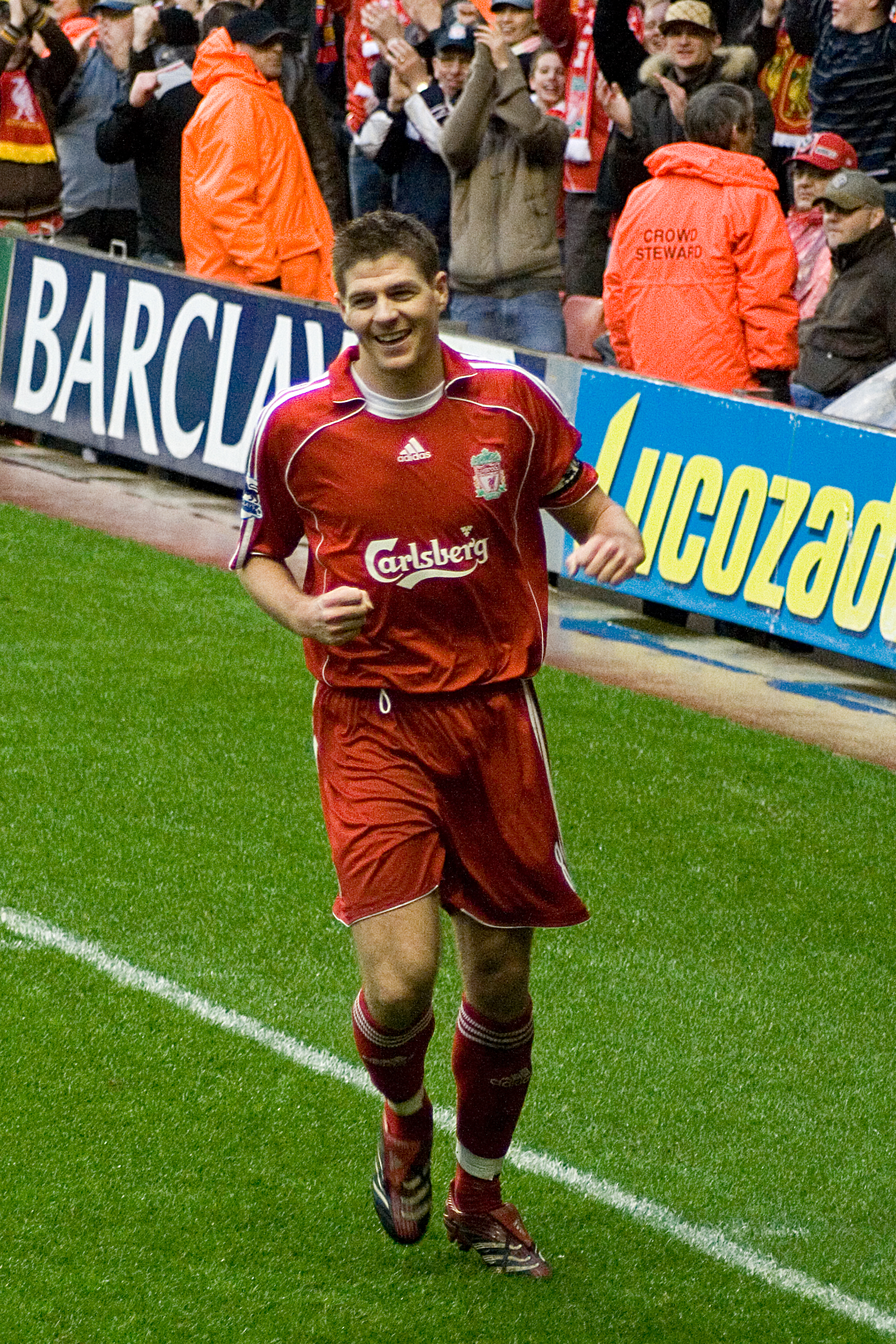
Gerrard sous le maillot de Liverpool en 2007.

Liverpool est ravagé par les blessures au début de la saison 2004–2005, et une blessure lors d'un match de championnat en septembre contre Manchester United met Gerrard hors des terrains jusqu'à la fin novembre. Il revient pour marquer dans les cinq dernières minutes d'un match de phase de groupes de Ligue des champions contre l'Olympiakos d'une frappe des 20 mètres d'un extérieur pied droit, assurant à Liverpool la qualification in extremis pour les huitièmes de finale. Gerrard affirme après-match qu'il s'agit de son but le plus important, si ce n'est son meilleur, pour Liverpool à ce jour. Cependant, Gerrard marque un but contre son camp lors de la finale de la Coupe de la Ligue anglaise le 27 février 2005, qui s'est avéré décisif dans la défaite de Liverpool 3–2 au profit de Chelsea.
En l'espace de six minutes en deuxième mi-temps de la finale de la Ligue des champions 2005 contre l'AC Milan, Liverpool comble un déficit de trois buts pour revenir à 3–3, Gerrard marquant le premier but liverpuldien. Le troisième but des Reds est marqué à la suite d'un penalty accordé à Liverpool pour un tacle irrégulier dans la surface de réparation de Gennaro Gattuso sur Gerrard. Le capitaine ne participe pas à la séance de tirs au but, que Liverpool gagne 3–2 pour remporter sa première « Coupe aux grandes oreilles » en vingt ans, mais il est nommé homme du match et reçoit plus tard le titre de « meilleur joueur de club européen de l'année » par l'UEFA.
Au sujet de ses problèmes de contrat avec Liverpool, Gerrard déclare à la presse après la finale, « comment puis-je partir après une soirée pareille ? ». Mais les négociations restent au point mort et le 5 juillet 2005, après que Liverpool a refusé une nouvelle offre lucrative de Chelsea, Gerrard rejette un contrat record pour le club de 100 000 £ par semaine. Le président du club, Rick Parry, croit alors que le club a perdu Gerrard, en disant : « maintenant, nous devons passer à autre chose. Nous avons fait de notre mieux, mais il a fait comprendre qu'il veut partir et je pense que ça a l'air assez définitif ». Le lendemain, Gerrard signe un nouveau contrat de quatre ans tandis que Parry attribue les échecs antérieurs des négociations à une mauvaise communication entre les deux parties,.

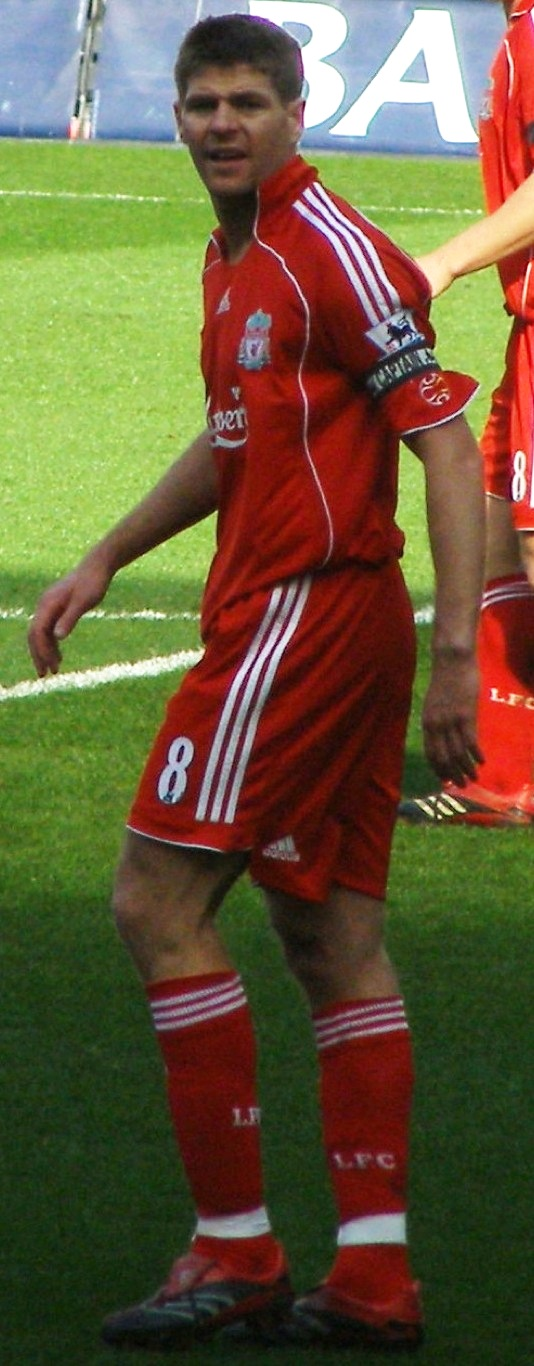
Gerrard lors de la saison 2006–2007.

Gerrard marque 23 buts en 53 apparitions en 2005–2006, et il devient en avril le premier joueur des Reds depuis John Barnes en 1988 à être élu joueur de l'année PFA. Il marque deux fois en finale de la FA Cup 2006 contre West Ham United, dont le but égalisateur qui envoie le match en prolongation, et Liverpool remporte son deuxième trophée majeur consécutif aux tirs au but. Ce but permet à Gerrard d'être l'unique joueur à avoir marqué en finales de FA Cup, de League Cup, de Coupe UEFA et de Ligue des champions. Gerrard transforme un tir au but qui élimine le rival Chelsea en demi-finale retour de la Ligue des champions 2006–2007 pour offrir à son club une deuxième finale en trois saisons, qu'ils perdent 2–1 contre Milan,.
En août 2007, Gerrard subit une fracture d'un orteil lors d'un match qualificatif de Ligue des champions contre le Toulouse FC, mais il revient quatre jours plus tard pour disputer l'intégralité d'un match nul 1–1 contre Chelsea. Le 28 octobre 2007, Gerrard joue son 400e match pour Liverpool lors d'une rencontre de championnat contre Arsenal, où il marque. Gerrard marque lors de chacun des matchs nationaux et européens disputés par Liverpool au cours du mois de novembre 2007, et après avoir marqué le but des Reds du match nul à l'extérieur contre l'Olympique de Marseille en Ligue des champions le 11 décembre, il devient le premier joueur de Liverpool depuis John Aldridge en 1989 à marquer lors de sept matchs consécutifs toutes compétitions confondues.

#### La période sans trophée (2007-2011)
Le 13 avril 2008, Gerrard signe sa 300e apparition en Premier League dans un match contre Blackburn Rovers, marquant le premier but,. Il termine la saison avec vingt-et-un buts toutes compétitions confondues, dépassant sa précédente marque datant de l'exercice 2006–2007. Gerrard est sélectionné dans l'équipe-type PFA de l'année et il fait partie des candidats pour le joueur PFA de l'année, aux côtés de son coéquipier Fernando Torres,.
Au début de la saison 2008–2009, Gerrard doit subir une intervention chirurgicale à l'aine, mais l'opération se déroule sans accroc et il retrouve rapidement l'entraînement. Le 20 septembre, Gerrard se voit marquer le centième but de sa carrière liverpuldienne contre Stoke City, mais il est refusé après que Dirk Kuyt a été jugé hors-jeu. Il atteint cette étape onze jours plus tard, lors d'une victoire 3–1 sur le PSV Eindhoven en phase de groupes de la Ligue des champions.
Il apparaît pour la 100e fois en coupe d'Europe avec Liverpool le 10 mars 2009 contre le Real Madrid et marque deux buts pour une victoire 4–0. Quatre jours après la victoire impressionnante sur le Real, Gerrard transforme pour la première fois un penalty à Old Trafford, donnant l'avantage à Liverpool lors d'une victoire 4–1 sur Manchester United. À la suite de ces résultats, Zinédine Zidane, triple lauréat du meilleur footballeur de l'année FIFA, salue le capitaine de Liverpool, en répondant « il n'attire pas l'attention comme un Messi ou un Ronaldo, mais oui, je pense que c'est le meilleur joueur du monde »,. Le 22 mars 2009, Gerrard marque son tout premier hat-trick en Premier League, contre Aston Villa, pour une victoire 5–0. Le 13 mai 2009, Gerrard est nommé footballeur de l'année de la FWA, devenant ainsi le premier joueur de Liverpool à remporter le prix depuis dix-neuf ans. Gerrard devance le duo mancunien Ryan Giggs et Wayne Rooney dans le choix des journalistes, battant Ryan Giggs de seulement dix votes. En recevant le prix, il déclare : « je suis ravi, mais je suis un peu surpris. Quand vous regardez la qualité des joueurs qu'il y a dans ce championnat, c'est un grand privilège de gagner ce genre de prix ». Il termine la saison 2009–2010 avec un total de 12 buts et 9 passes décisives en 46 matchs.
Après cette saison, Rafael Benítez quitte Liverpool après six ans au club. Il est remplacé au poste d'entraîneur par Roy Hodgson, qui assure rapidement aux supporteurs que Gerrard ne serait pas vendu. Pour éliminer toute spéculation entourant son avenir au club, Gerrard fait une déclaration soulignant son enthousiasme à propos de la prochaine saison avec Liverpool et faisant l'éloge de la signature de Joe Cole. Le 1er août 2010, Gerrard joue son premier match de pré-saison contre le Borussia Mönchengladbach aux côtés de la nouvelle recrue Joe Cole.

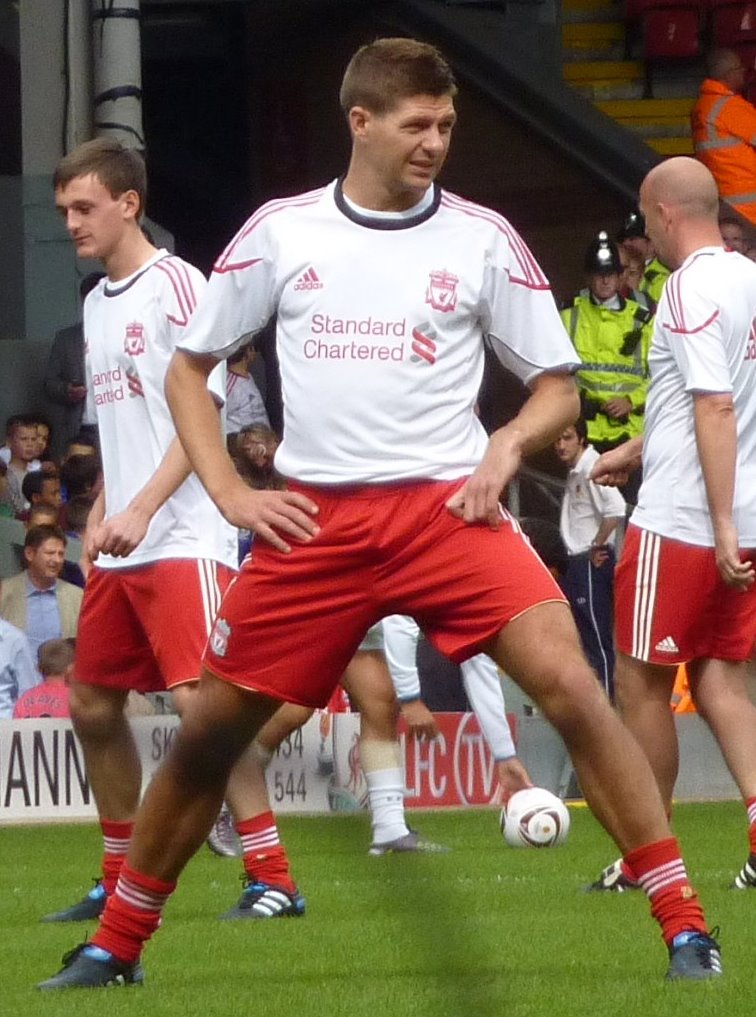
Gerrard avant le jubilé de Jamie Carragher (2010).

Gerrard marque son premier but de la saison 2010–2011 sur penalty dans un match qualificatif de la Ligue Europa contre le club macédonien du FK Rabotnicki le 5 août 2010.
Ses deux réalisations suivantes viennent le 19 septembre à Old Trafford dans une défaite 3–2 contre Manchester United ; il marque sur penalty à la 64e minute et sur coup franc six minutes plus tard pour ramener les Reds à 2–2. Il enchaîne avec le but égalisateur du match nul 2–2 à domicile face à Sunderland. Onze jours plus tard, Gerrard entre en jeu pour marquer un hat-trick en seconde mi-temps, s'offrant une victoire 3–1 sur Naples en Ligue Europa.
Gerrard manque le début de la saison 2011–2012 de Premier League en raison d'une blessure à l'aine qui l'a déjà tenu éloigné des terrains pendant une bonne partie de la saison 2010–2011. Gerrard est à nouveau titulaire avec Liverpool dans le match d'octobre à Anfield contre les rivaux de Manchester United. Gerrard marque le seul but du club dans le match, sur un coup franc, qui s'est terminé par un score de parité 1–1. Le 29 octobre, Gerrard suit un traitement pour guérir une infection à la cheville droite, qui est placée dans un plâtre de protection. Il est contraint de manquer le match de Liverpool en championnat contre West Bromwich Albion ce jour-là et celui contre Swansea la semaine suivante, mais aussi les matches amicaux de l'équipe d'Angleterre contre la Suède et l'Espagne la semaine d'après. Après une convalescence plus longue que prévu de sa blessure à la cheville, Gerrard retrouve l'équipe première lors du match contre Blackburn Rovers, entrant en jeu en cours de match. Le 30 décembre, Gerrard quitte le banc contre Newcastle United et marque un but.

#### Dernières saisons avec Liverpool (2012-2015)
Gerrard aide Liverpool à atteindre sa première finale de coupe au stade de Wembley en dix-huit ans, Liverpool battant 3–2 sur l'ensemble des deux matchs Manchester City. Gerrard transforme un penalty lors de chaque manche pour qualifier les Reds en finale de la Carling Cup contre Cardiff City en février 2012, que Liverpool remporte aux tirs au but. Le 13 mars 2012, pour son 400e match de championnat avec Liverpool, Gerrard signe un hat-trick pour offrir une victoire 3–0 à Liverpool sur son rival d'Everton dans le derby du Merseyside.
Le 19 octobre 2013, lors de la 8e journée face à Newcastle United, Steven Gerrard inscrit, sur penalty, son 100e but en Premier League pour un nul 2-2.
Gerrard inscrit un doublė sur penalty à Old Trafford face à Manchester United le 16 mars 2014 pour une victoire 0-3 de Liverpool.
Il étoffe encore son nombre de buts en inscrivant le premier but des siens d'un superbe coup franc enroulé face à Sunderland pour une victoire sur le fil 2 buts à 1, la septième consécutive. Liverpool réalise une excellente saison marquée par un excellent Luis Suárez (31 buts) et un Steven Gerrard au top puisqu'il a inscrit 13 buts et offert autant de passes décisives, ce qui lui permet de terminer meilleur passeur du championnat anglais session 2013-2014. Alors que Liverpool et Gerrard pensaient s'emparer du titre, ils terminent second du championnat à deux longueurs de Manchester City.

##### Glissade
Lors d'un des derniers matchs de la saison face à une équipe de Chelsea largement remaniée, il manque son contrôle puis glisse au moment de recevoir une passe, ce qui profite au londonien Demba Ba qui inscrit un but, privant les Reds du titre,. Après le match, il s'explique : « J'endosse la responsabilité sur cette erreur. Cette glissade a plombé la fin du championnat du club, c'était ma première et seule erreur cette saison ». Il déclarera plus tard que cette période est pour lui « Les pires trois mois de ma vie ». Grâce à sa superbe saison, Steven Gerrard apparaît dans l'équipe type de la saison accompagné de ses coéquipiers Luis Suarez et Daniel Sturridge.

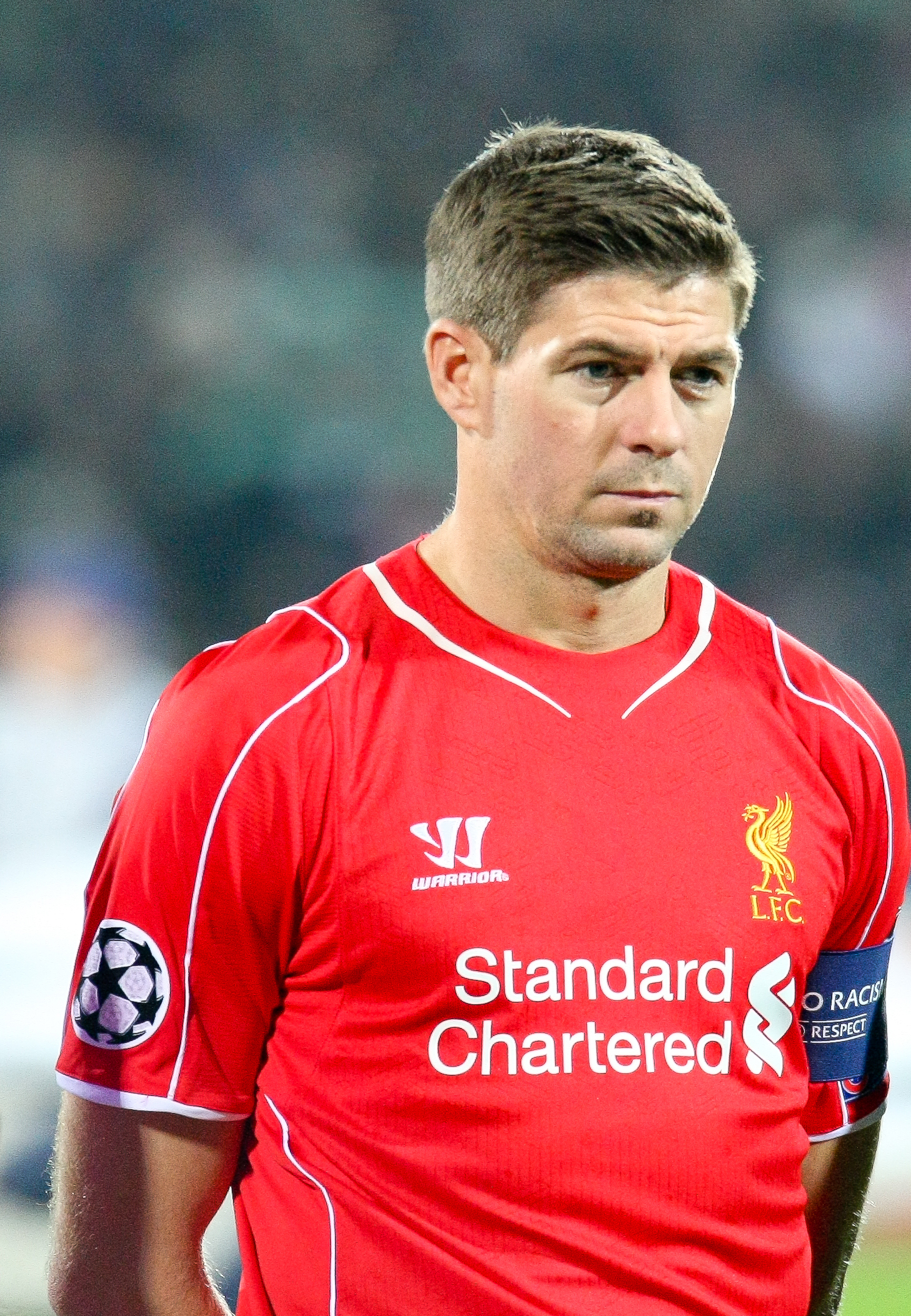
Dernière saison de Gerrard sous les couleurs de Liverpool en 2015.

Au début de la saison 2014-2015, Gerrard exclut de prendre sa retraite à la fin de la saison et dit qu'il pourrait rejoindre un autre club si Liverpool ne lui offre pas un nouveau contrat. Il marque son premier but de la saison contre Tottenham Hotspur, en championnat, contribuant ce jour-là au succès de son équipe par trois buts à zéro. En janvier 2015, le club de Liverpool annonce le départ de Gerrard, après 17 ans passés dans son club formateur. En mars, alors qu'il vient d'entrer en jeu face à Manchester United, il se fait expulser après moins d'une minute de jeu, après un tacle sur Ander Herrera. En avril 2015, lors de la rencontre entre Liverpool et West Bromwich Albion, Gerrard joue son 500e match en Premier League, rejoignant ainsi Ryan Giggs et son ancien coéquipier Jamie Carragher. Le 16 mai 2015, Gerrard joue son dernier match à Anfield contre Crystal Palace (défaite 1-3). Il déclare à la fin : « J'ai eu la chance de jouer devant de nombreux supporters, mais vous êtes les meilleurs » devant 44 673 spectateurs. Le 24 mai 2015, pour son dernier match avec Liverpool, les rouges s'inclinent lourdement face à Stoke City (6-1).
À la suite de son départ, le brassard de capitaine revient à Jordan Henderson.

### Fin de carrière aux États-Unis (2015-2016)
Après quasiment vingt années en professionnel chez les Reds, Steven Gerrard rejoint la franchise américaine du Galaxy de Los Angeles et évolue en Major League Soccer lors de la saison 2015. Son transfert est officialisé en janvier 2015, mais il ne quitte Liverpool qu'à la fin de la saison 2014-2015. Il dispute son premier match officiel avec Los Angeles le 15 juillet 2015 face au Real Salt Lake (défaite 1-0) en quarts de finale de la Coupe des États-Unis, rentrant alors en jeu à la 46e minute en remplacement d'Ignacio Maganto (en). Le 18 juillet 2015, il joue son premier match en championnat face aux Earthquakes de San José (victoire 5-2), où il est décisif à trois reprises, en obtenant tout d'abord un penalty transformé par Robbie Keane puis en délivrant sa première passe décisive, de nouveau pour l'irlandais, avant d'inscrire son premier but sur le sol américain.
Le 22 octobre 2016, il annonce quitter le club.

### Carrière internationale (2000-2014)
Steven Gerrard compte quelques sélections avec l'équipe d'Angleterre espoirs, avec qui il marque un but contre le Luxembourg lors d'une victoire par cinq buts à zéro, le 3 septembre 1999.
Gerrard honore sa première sélection avec l'équipe nationale d'Angleterre contre l'Ukraine le 31 mai 2000. Les Anglais s'imposent par deux buts à zéro ce jour-là. Cet été-là, il est appelé pour l'Euro 2000, mais il ne fait qu'une seule apparition en tant que remplaçant lors de la victoire 1–0 sur l'Allemagne avant que l'Angleterre ne soit éliminée en phase de groupes. En septembre 2001, Gerrard marque son premier but international au cours de la fameuse victoire 5–1 en Allemagne en éliminatoires de la Coupe du monde 2002, et tandis que l'Angleterre se qualifie, Gerrard est contraint d'abandonner l'équipe en raison du réveil de son problème à l'aine après le dernier match de Liverpool de la saison contre Ipswich Town.

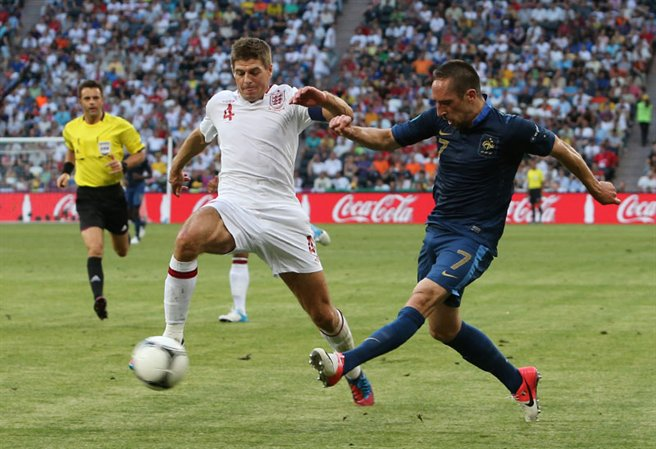
Gerrard à la lutte avec Franck Ribéry lors de l'Euro 2012.

Il est un titulaire régulier lors de l'Euro 2004, marquant une fois, contre la Suisse, avant que l'Angleterre ne soit éliminée par le Portugal en quart de finale aux tirs au but. En 2006, après que David Beckham renonce au brassard de capitaine de l'équipe d'Angleterre, Steven Gerrard est nommé vice-capitaine par le nouveau sélectionneur Steve McClaren. Il participe à sa première Coupe du monde en 2006 et inscrit deux buts en phase de groupes, contre Trinité-et-Tobago et la Suède, mais son penalty est l'un des trois arrêtés par le gardien Ricardo et l'Angleterre s'incline de nouveau face au Portugal en quart de finale aux tirs au but. Il est le meilleur buteur de l'Angleterre dans le tournoi.
sous le capitanat de John Terry, l'Angleterre perd coup-sur-coup contre la Russie et la Croatie et enterre ses espoirs de qualification pour l'Euro 2008. Après l'arrivée du nouvel entraîneur Fabio Capello en 2008, Gerrard est essayé comme capitaine, mais Capello assied Terry dans ce rôle. « Stevie G »est ensuite remplacé en tant que vice-capitaine de l'Angleterre par Rio Ferdinand.
Gerrard participe à la qualification de l'Angleterre pour la Coupe du monde 2010, marquant deux buts de la victoire anglaise 5–1 sur la Croatie.
John Terry est remplacé par Rio Ferdinand en tant que capitaine anglais en 2010, à la suite de révélations sur la vie privée de Terry, Gerrard devenant vice-capitaine à nouveau. Lorsque l'équipe d'Angleterre décolle pour la Coupe du monde 2010, Gerrard est le joueur le plus expérimenté de l'effectif avec 80 capes. Quelques jours avant le début du tournoi, il devient capitaine de la sélection anglaise à la suite de la blessure de Rio Ferdinand, devant le vice-capitaine Frank Lampard. Durant le mondial, il inscrit un but lors du match d'ouverture des anglais face aux Etats-Unis. Après le tournoi, Gerrard, qui fait partie d'un groupe de joueurs anglais surnommé la « génération dorée », confirme qu'il continuerait à être disponible pour la sélection, en réponse à Capello déclarant qu'il cherche à reconstruire l'équipe.
En août 2010, Gerrard marque deux buts dans un match amical contre la Hongrie gagné par 2–1. En raison de l'absence prolongée de Ferdinand pour cause de blessure, Gerrard conserve le brassard de capitaine pour le match d'ouverture de la campagne de qualification pour l'Euro 2012 contre la Bulgarie, que l'Angleterre gagne 4–0. Le 16 mai 2012, il est nommé capitaine par le sélectionneur anglais Roy Hodgson dans la liste des 23 joueurs pour l'Euro 2012. C'est la première fois qu'il est choisi directement comme capitaine de l'Angleterre et non pour pallier la défection d'un capitaine blessé ou indisponible. Lors du premier tour, Gerrard offre trois passes décisives et remporte deux distinctions d'« homme du match » pour conduire l'Angleterre à la première place de son groupe, et la qualifier pour les quarts de finale. Malgré l'élimination aux tirs au but par l'Italie, Gerrard est le seul Anglais nommé par l'UEFA dans l'équipe-type du tournoi.
Il est sélectionné par Roy Hodgson pour faire partie de l'effectif anglais pour la Coupe du monde 2014 au Brésil, où il est capitaine.
Steven Gerrard annonce la fin de sa carrière internationale le lundi 21 juillet 2014, après avoir disputé 114 matchs pour l’Angleterre, dont 38 en tant que capitaine, et marqué 21 buts.

### Carrière d'entraîneur

#### Liverpool Academy
En novembre 2016, quelques jours avant sa retraite de joueur, Steven Gerrard évoque en interview le poste vacant d'entraineur du club de troisième division de Milton Keynes Dons, mais déclare ne pas se sentir prêt pour ce nouveau rôle.
En janvier 2017, il est choisi pour entraîner une équipe de jeunes de Liverpool et prend ses fonctions le mois suivant,,. En avril, il est précisé qu'il aura la charge d'entraîner les U18 (joueurs de moins de 18 ans) pour la saison 2017-2018. Jürgen Klopp ou encore Alex Inglethorpe (en) sont alors très impressionnés par son éthique de travail, ses connaissances et son attitude. En septembre 2017, le club annonce finalement qu'il entrainera les U19 pour l'UEFA Youth League 2017-2018.

#### Rangers FC

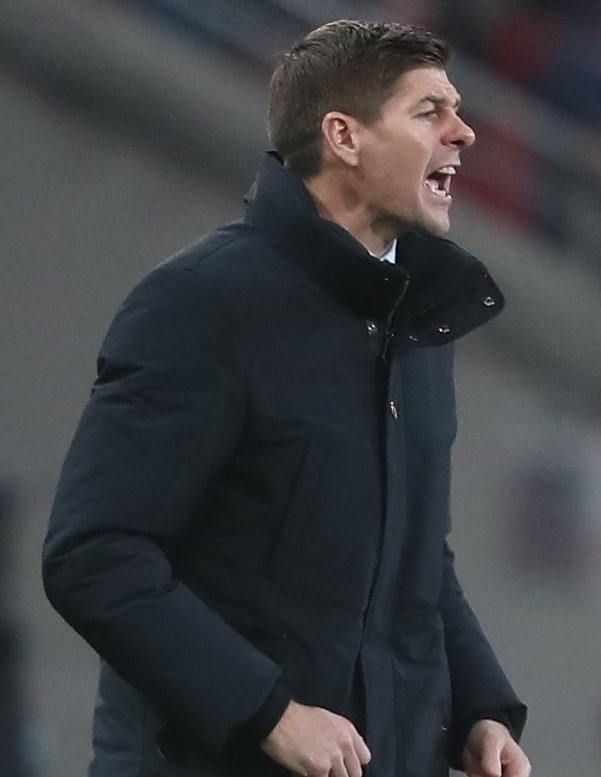
Sur le banc des Rangers en novembre 2018

Steven Gerrard est engagé pour quatre ans comme entraineur du Rangers Football Club, en remplacement de Graeme Murty. Il est nommé dans un club en reconstruction, à la suite de sa liquidation en 2012, mais également dans l'un des clubs les plus titrés au monde.
Son premier match officiel d'entraineur a lieu le 12 juillet 2018, lors du premier tour de qualification de la Ligue Europa, face au club macédonien du FK Shkupi. Le Rangers FC s'impose 2-0 sur des buts de Jamie Murphy et de James Tavernier sur penalty dans le temps additionnel devant plus de 49 000 spectateurs[réf. nécessaire]. Au retour, les Écossais résisteront et accrocheront un 0-0 synonyme de qualification au deuxième tour.
La première belle performance à mettre à son actif est certainement le parcours sans faute lors de cette campagne de qualification de la Ligue Europa, en passant par le premier tour de qualification et en éliminant successivement les Macédoniens du FK Shkupi, les Croates du NK Osijek, les Slovènes du NK Maribor ainsi que les Russes du FK Oufa. Une performance remarquable qui survient deux mois seulement après son arrivée.
Le 29 décembre 2018, sous sa direction, les Rangers parviennent à battre le grand rival du Celtic, une première depuis 2012.
Vainqueurs de St Mirren (3-0), les Glasgow Rangers deviennent le 7 mars 2021 champion d'Écosse, puisque Dundee United-Celtic s'est conclu par un match nul et vierge.

#### Aston Villa
En novembre 2021, Steven Gerrard est nommé entraineur de Aston Vila, en remplacement de Dean Smith. Il mène son équipe à la victoire dès son premier match, lors d'une rencontre de Premier League contre Brighton & Hove Albion (2-0) le 20 novembre 2021. L'ancienne gloire de Liverpool connait des débuts prometteurs avec les Villans et réussit même à faire venir des joueurs de grande qualité comme Philippe Coutinho qu'il a côtoyé du côté de Liverpool.
Le 20 octobre 2022, il est démis de ses fonctions d'entraîneur d'Aston Villa.

#### Al-Ettifaq FC
Le 3 juillet 2023, Steven Gerrard s'engage en faveur du Al-Ettifaq FC, club évoluant en Saudi Pro League,,.
Le 18 janvier 2024, il prolonge son contrat avec les Faris Ad-Dahna de deux années supplémentaires, soit jusqu'en 2027,.
Le 30 janvier 2025, après 18 mois à la tête de l'équipe, le Al-Ettifaq FC annonce le départ de Steven Gerrard.

### Vie privée
Gerrard est un catholique pratiquant. Steven Gerrard et son épouse, la journaliste de mode Alex Curran, ont célébré leur mariage le 16 juin 2007 à l'hôtel Cliveden dans le Buckinghamshire après une cérémonie religieuse,,. Ils ont trois filles, Lilly-Ella, née le 23 février 2004, Lexie, née le 9 mai 2006 et Lourdes née le 1er novembre 2011, et un garçon, Lio, né le 28 avril 2017. Steven Gerrard a un frère aîné, Paul, et son cousin Anthony, aussi footballeur professionnel, a joué pour Cardiff.
En septembre 2006, Gerrard publie son autobiographie, Gerrard: My Autobiography, dont le nègre littéraire est le journaliste Henry Winter, qui remporte la récompense du Sports Book of the Year aux British Book Awards. L'autobiographie se termine par « je joue pour Jon-Paul ». Le cousin de Steven Gerrard, Jon-Paul Gilhooley, est mort dans la tragédie de Hillsborough en 1989, alors que Gerrard a huit ans. Jon-Paul, mort à dix ans, est la plus jeune des 96 victimes du drame. « Il est difficile d'apprendre que l'un de vos cousins a perdu la vie », déclare Gerrard. « Voir la réaction de ses proches m'a poussé à devenir le joueur que je suis aujourd'hui ».
Le 1er octobre 2007, Gerrard est impliqué dans un accident à vitesse réduite à Southport lorsque la voiture qu'il conduit heurte un cycliste de dix ans, qui s'est déporté sur la route et par inadvertance, a croisé le chemin de Gerrard. Plus tard, Gerrard a rendu visite au garçon à l'hôpital et lui a remis une paire de chaussures signées par Wayne Rooney, le joueur préféré de l'enfant, après quoi Gerrard est resté signer des autographes pour d'autres jeunes patients.
Le 13 décembre 2007, les conseillers municipaux du district de Knowsley votent pour faire de Gerrard un citoyen d'honneur de l'arrondissement, et deux semaines plus tard, il est fait membre de l'ordre de l'Empire britannique par Élisabeth II, faisant partie de la liste des décorés du 1er janvier, pour services rendus au sport. Le 26 juillet 2008, Gerrard reçoit une bourse honorifique de l'université de Liverpool John Moores en reconnaissance de sa contribution au sport.
Le 29 décembre 2008, Gerrard est arrêté avec deux autres personnes devant le Lounge Inn à Southport, accusé de voies de fait occasionnant des lésions corporelles et rixe, à la suite d'un incident ayant laissé le disc jockey du bar avec une dent cassée et des entailles sur son front. Les trois hommes sont libérés sous caution mais doivent se présenter au tribunal d'instance de North Sefton le 23 janvier 2009, où ils ont tous plaidé non coupables. La séance est ajournée au 20 mars quand l'accusation d'agression a été abandonnée, mais Gerrard est tenu d'assister à la Cour de la Couronne de Liverpool afin d'être jugé pour rixe. Le 3 avril 2009, Gerrard plaide non coupable.
Le procès débute à la Cour de la Couronne de Liverpool. Les coaccusés ont plaidé coupables avant le procès, mais Gerrard continue de clamer son innocence. Gerrard reconnaît avoir frappé Marcus McGee, mais il affirme qu'il était en état de légitime défense. Le 24 juillet 2009, Gerrard est déclaré non coupable par le jury. Après le verdict, Gerrard dit qu'il a hâte de rejouer au football et de tourner la page.

## Palmarès

### En tant que joueur
| Liverpool FC (11) |
| --- |
| - Ligue des champions (1) - Vainqueur : 2005. - Coupe UEFA (1) - Vainqueur : 2001. - Supercoupe de l'UEFA (2) - Vainqueur : 2001 et 2005. - Coupe de la Ligue anglaise (3) - Vainqueur : 2001, 2006 et 2012. - Coupe d'Angleterre (2) - Vainqueur : 2001 et 2006. - Community Shield (2) - Vainqueur : 2001 et 2006. |

### En tant qu’entraîneur
| Rangers FC (1)                                             |
| ---------------------------------------------------------- |
| - Championnat d’Écosse de football (1) - Vainqueur : 2021. |

## Distinctions individuelles
- Meilleur passeur de Premier League en 2014 (13 passes décisives).
- Élu meilleur joueur de l'année FWA de Premier League en 2009.
- Élu meilleur joueur de l'année PFA de Premier League en 2006.
- Élu meilleur jeune joueur de Premier League en 2001.
- Élu meilleur joueur PFA de Premier League selon les fans en 2001 et en 2009.
- Membre de l'équipe-type de l'année PFA de Premier League en 2001, en 2004, en 2005, en 2006, en 2007, en 2008, en 2009 et en 2014.
- Élu meilleur joueur du mois de Premier League en mars 2001, en mars 2003, en décembre 2004, en avril 2006, mars 2009 et en mars 2014.
- Meilleur buteur de Liverpool en 2004-2005, en 2005-2006 et en 2008-2009.
- Élu meilleur footballeur de l'année UEFA en 2005.
- Élu Homme du match de la finale de la Ligue des champions 2005.
- Membre de l'équipe-type de l'année UEFA en 2005, en 2006 et en 2007.
- Membre de l'équipe-type de FIFA FIFPro World11 en 2007, en 2008 et en 2009.
- Élu plus beau but de la saison en 2006.
- Élu joueur anglais de l'année en 2007 et en 2012.
- Membre de l'équipe-type monde 2007 de L'Équipe[128].
- Membre de l'ordre de l'Empire britannique en 2007.
- Membre honoraire de l'université John Moores de Liverpool.
- Co-meilleur passeur de l'Euro 2012 (3 passes décisives).
- Membre de l'équipe-type de l'Euro 2012.
- Entraîneur du mois en Scottish Premiership : avril 2019, septembre 2019, décembre 2019, août 2020, octobre 2020.
- Intégré au Premier League Hall of Fame en 2021[129].

## Nominations
Ballon d'or
- 2001 – 25e
- 2005 – 3e
- 2006 – Nommé (top 50)
- 2007 – 13e
- 2008 – 10e
- 2009 – 10e

Joueur mondial de la FIFA
- 2001 – 28e
- 2005 – 7e
- 2006 – 12e
- 2007 – 6e
- 2008 – 6e
- 2009 – 8e

## Statistiques

### Statistiques détaillées
| Saison                | Club                  | Championnat           | Championnat | Championnat | Championnat | Coupe(s) nationale(s) | Coupe(s) nationale(s) | Coupe(s) nationale(s) | Coupe de la Ligue | Coupe de la Ligue | Coupe de la Ligue | Supercoupe | Supercoupe | Supercoupe | Compétition(s) continentale(s) | Compétition(s) continentale(s) | Compétition(s) continentale(s) | Compétition(s) continentale(s) | Supercoupe UEFA | Supercoupe UEFA | Supercoupe UEFA | Coupe du monde des clubs | Coupe du monde des clubs | Coupe du monde des clubs | Angleterre | Angleterre | Angleterre | Total | Total | Total |
| Saison                | Club                  | Division              | M           | B           | Pd          | M                     | B                     | Pd                    | M                 | B                 | Pd                | M          | B          | Pd         | C                              | M                              | B                              | Pd                             | M               | B               | Pd              | M                        | B                        | Pd                       | M          | B          | Pd         | M     | B     | Pd    |
| --------------------- | --------------------- | --------------------- | ----------- | ----------- | ----------- | --------------------- | --------------------- | --------------------- | ----------------- | ----------------- | ----------------- | ---------- | ---------- | ---------- | ------------------------------ | ------------------------------ | ------------------------------ | ------------------------------ | --------------- | --------------- | --------------- | ------------------------ | ------------------------ | ------------------------ | ---------- | ---------- | ---------- | ----- | ----- | ----- |
| 1998-1999             | Liverpool FC          | Premier League        | 12          | 0           | 0           | -                     | -                     | -                     | -                 | -                 | -                 | -          | -          | -          | C3                             | 1                              | 0                              | 0                              | -               | -               | -               | -                        | -                        | -                        | -          | -          | -          | 13    | 0     | 0     |
| 1999-2000             | Liverpool FC          | Premier League        | 29          | 1           | 3           | 2                     | 0                     | 0                     | -                 | -                 | -                 | -          | -          | -          | -                              | -                              | -                              | -                              | -               | -               | -               | -                        | -                        | -                        | 2          | 0          | 0          | 33    | 1     | 3     |
| 2000-2001             | Liverpool FC          | Premier League        | 33          | 7           | 2           | 4                     | 1                     | 1                     | 4                 | 0                 | 0                 | -          | -          | -          | C3                             | 9                              | 2                              | 2                              | -               | -               | -               | -                        | -                        | -                        | 3          | 0          | 2          | 53    | 10    | 9     |
| 2001-2002             | Liverpool FC          | Premier League        | 28          | 3           | 8           | 2                     | 0                     | 0                     | -                 | -                 | -                 | -          | -          | -          | C1                             | 14                             | 1                              | 1                              | 1               | 0               | 0               | -                        | -                        | -                        | 5          | 1          | 1          | 50    | 5     | 9     |
| 2002-2003             | Liverpool FC          | Premier League        | 34          | 5           | 7           | 2                     | 0                     | 0                     | 6                 | 2                 | 0                 | 1          | 0          | 0          | C1+C3                          | 5+6                            | 0                              | 0                              | -               | -               | -               | -                        | -                        | -                        | 8          | 2          | 1          | 62    | 9     | 7     |
| 2003-2004             | Liverpool FC          | Premier League        | 34          | 4           | 7           | 3                     | 0                     | 0                     | 2                 | 0                 | 0                 | -          | -          | -          | C3                             | 8                              | 2                              | 4                              | -               | -               | -               | -                        | -                        | -                        | 10         | 1          | 2          | 57    | 7     | 13    |
| 2004-2005             | Liverpool FC          | Premier League        | 30          | 7           | 4           | -                     | -                     | -                     | 3                 | 2                 | 0                 | -          | -          | -          | C1                             | 10                             | 4                              | 3                              | -               | -               | -               | -                        | -                        | -                        | 6          | 2          | 0          | 49    | 15    | 8     |
| 2005-2006             | Liverpool FC          | Premier League        | 32          | 10          | 5           | 6                     | 4                     | 5                     | 1                 | 1                 | 0                 | -          | -          | -          | C1                             | 12                             | 7                              | 1                              | -               | -               | -               | 2                        | 1                        | 0                        | 13         | 3          | 0          | 66    | 26    | 11    |
| 2006-2007             | Liverpool FC          | Premier League        | 36          | 7           | 2           | 1                     | 0                     | 0                     | 1                 | 1                 | 0                 | 1          | 0          | 0          | C1                             | 12                             | 3                              | 2                              | -               | -               | -               | -                        | -                        | -                        | 10         | 3          | 1          | 61    | 14    | 10    |
| 2007-2008             | Liverpool FC          | Premier League        | 34          | 11          | 8           | 3                     | 3                     | 2                     | 2                 | 1                 | 2                 | -          | -          | -          | C1                             | 13                             | 6                              | 4                              | -               | -               | -               | -                        | -                        | -                        | 10         | 1          | 1          | 62    | 22    | 18    |
| 2008-2009             | Liverpool FC          | Premier League        | 31          | 16          | 9           | 3                     | 1                     | 1                     | -                 | -                 | -                 | -          | -          | -          | C1                             | 10                             | 7                              | 1                              | -               | -               | -               | -                        | -                        | -                        | 7          | 1          | 4          | 51    | 25    | 15    |
| 2009-2010             | Liverpool FC          | Premier League        | 33          | 9           | 7           | 2                     | 1                     | 1                     | 1                 | 0                 | 0                 | -          | -          | -          | C1+C3                          | 5+8                            | 0+2                            | 1+4                            | -               | -               | -               | -                        | -                        | -                        | 10         | 3          | 1          | 59    | 15    | 14    |
| 2010-2011             | Liverpool FC          | Premier League        | 21          | 4           | 5           | 1                     | 0                     | 0                     | -                 | -                 | -                 | -          | -          | -          | C3                             | 2                              | 4                              | 0                              | -               | -               | -               | -                        | -                        | -                        | 5          | 2          | 1          | 29    | 10    | 6     |
| 2011-2012             | Liverpool FC          | Premier League        | 18          | 5           | 2           | 6                     | 2                     | 4                     | 4                 | 2                 | 0                 | -          | -          | -          | -                              | -                              | -                              | -                              | -               | -               | -               | -                        | -                        | -                        | 7          | 0          | 3          | 35    | 9     | 9     |
| 2012-2013             | Liverpool FC          | Premier League        | 36          | 9           | 9           | 1                     | 0                     | 0                     | 1                 | 0                 | 1                 | -          | -          | -          | C3                             | 8                              | 1                              | 1                              | -               | -               | -               | -                        | -                        | -                        | 6          | 0          | 3          | 52    | 10    | 14    |
| 2013-2014             | Liverpool FC          | Premier League        | 34          | 13          | 13          | 3                     | 1                     | 0                     | 2                 | 0                 | 1                 | -          | -          | -          | -                              | -                              | -                              | -                              | -               | -               | -               | -                        | -                        | -                        | 12         | 2          | 1          | 51    | 16    | 15    |
| 2014-2015             | Liverpool FC          | Premier League        | 29          | 9           | 1           | 2                     | 2                     | 0                     | 3                 | 0                 | 0                 | -          | -          | -          | C1                             | 6                              | 2                              | 0                              | -               | -               | -               | -                        | -                        | -                        | -          | -          | -          | 40    | 13    | 1     |
| Sous-total            | Sous-total            | Sous-total            | 504         | 120         | 92          | 42                    | 15                    | 14                    | 30                | 9                 | 5                 | 2          | 0          | 0          | -                              | 129                            | 41                             | 25                             | 1               | 0               | 0               | 2                        | 1                        | 0                        | 114        | 21         | 21         | 824   | 207   | 157   |
| 2015                  | Galaxy de Los Angeles | MLS                   | 13          | 2           | 3           | 2                     | 0                     | 0                     | -                 | -                 | -                 | -          | -          | -          | -                              | -                              | -                              | -                              | -               | -               | -               | -                        | -                        | -                        | -          | -          | -          | 15    | 2     | 3     |
| 2016                  | Galaxy de Los Angeles | MLS                   | 21          | 3           | 9           | 1                     | 0                     | 0                     | -                 | -                 | -                 | -          | -          | -          | LCC                            | 2                              | 0                              | 0                              | -               | -               | -               | -                        | -                        | -                        | -          | -          | -          | 24    | 3     | 9     |
| Sous-total            | Sous-total            | Sous-total            | 34          | 5           | 12          | 3                     | 0                     | 0                     | -                 | -                 | -                 | -          | -          | -          | -                              | 2                              | 0                              | 0                              | -               | -               | -               | -                        | -                        | -                        | -          | -          | -          | 39    | 5     | 12    |
| Total sur la carrière | Total sur la carrière | Total sur la carrière | 538         | 125         | 113         | 45                    | 15                    | 14                    | 30                | 9                 | 5                 | 2          | 0          | 0          | -                              | 131                            | 41                             | 25                             | 1               | 0               | 0               | 2                        | 1                        | 0                        | 114        | 21         | 21         | 863   | 212   | 178   |

### Buts internationaux
| 1  | 1er septembre 2001 | 6   | Olympiastadion, Munich, Allemagne                  | 1-2 | 1-5 | Allemagne         | Éliminatoires Coupe du monde 2002 |
| 2  | 16 octobre 2002    | 13  | St Mary's Stadium, Southampton, Angleterre         | 2-2 | 2-2 | Macédoine du Nord | Éliminatoires Euro 2004           |
| 3  | 3 juin 2003        | 17  | King Power Stadium, Leicester, Angleterre          | 1-0 | 2-1 | Serbie            | Match amical                      |
| 4  | 17 juin 2004       | 26  | Estádio Cidade de Coimbra, Coimbra, Portugal       | 3-0 | 3-0 | Suisse            | Euro 2004                         |
| 5  | 4 septembre 2004   | 30  | Ernst-Happel-Stadion, Vienne, Autriche             | 0-2 | 2-2 | Autriche          | Éliminatoires Coupe du monde 2006 |
| 6  | 30 mars 2005       | 34  | St James' Park, Newcastle, Angleterre              | 1-0 | 2-0 | Azerbaïdjan       | Éliminatoires Coupe du monde 2006 |
| 7  | 30 mai 2006        | 41  | Old Trafford, Manchester, Angleterre               | 1-0 | 3-1 | Hongrie           | Match amical                      |
| 8  | 15 juin 2006       | 44  | Frankenstadion, Nuremberg, Allemagne               | 2-0 | 2-0 | Trinité-et-Tobago | Coupe du monde 2006               |
| 9  | 20 juin 2006       | 45  | RheinEnergieStadion, Cologne, Allemagne            | 2-0 | 2-2 | Suède             | Coupe du monde 2006               |
| 10 | 2 septembre 2006   | 49  | Old Trafford, Manchester, Angleterre               | 2-0 | 5-0 | Andorre           | Éliminatoires Euro 2008           |
| 11 | 28 mars 2008       | 55  | Estadi Olímpic Lluís Companys, Barcelone, Espagne  | 0-1 | 0-3 | Andorre           | Éliminatoires Euro 2008           |
| 12 | 28 mars 2008       | 55  | Estadi Olímpic Lluís Companys, Barcelone, Espagne  | 0-2 | 0-3 | Andorre           | Éliminatoires Euro 2008           |
| 13 | 28 mai 2008        | 66  | Wembley Stadium, Wembley, Angleterre               | 2-0 | 2-0 | États-Unis        | Match amical                      |
| 14 | 15 octobre 2008    | 70  | Dinamo Stadium, Minsk, Biélorussie                 | 0-1 | 1-3 | Biélorussie       | Éliminatoires Coupe du monde 2010 |
| 15 | 9 septembre 2009   | 76  | Wembley Stadium, Wembley, Angleterre               | 2-0 | 5-1 | Croatie           | Éliminatoires Coupe du monde 2010 |
| 16 | 9 septembre 2009   | 76  | Wembley Stadium, Wembley, Angleterre               | 4-0 | 5-1 | Croatie           | Éliminatoires Coupe du monde 2010 |
| 17 | 12 juin 2010       | 81  | Royal Bafokeng Stadium, Rustenburg, Afrique du Sud | 1-1 | 1-1 | États-Unis        | Coupe du monde 2010               |
| 18 | 11 août 2010       | 85  | Wembley Stadium, Wembley, Angleterre               | 2-1 | 2-1 | Hongrie           | Match amical                      |
| 19 | 11 août 2010       | 85  | Wembley Stadium, Wembley, Angleterre               |     | 2-1 | Hongrie           | Match amical                      |
| 20 | 6 septembre 2013   | 104 | Wembley Stadium, Wembley, Angleterre               | 1-0 | 4-0 | Moldavie          | Éliminatoires Coupe du monde 2014 |
| 21 | 15 octobre 2013    | 107 | Wembley Stadium, Wembley, Angleterre               | 2-0 | 2-0 | Pologne           | Éliminatoires Coupe du monde 2014 |